# Фёдоров, Антон Павлович
Анто́н Па́влович Фёдоров (род. 8 июня 1981 года, Стерлитамак, Башкирская АССР, РСФСР) — российский актёр и режиссёр, лауреат республиканских, российских и международных театральных фестивалей. В 2006 году окончил актёрский факультет Театрального института имени Б. В. Щукина (где учился на курсе заслуженного деятеля искусств Российской Федерации, профессора Владимира Поглазова), в 2019 году — режиссёрский факультет того же института (курс народного артиста Российской Федерации, профессора Юрия Погребничко).
Как актёр некоторое время работал в московских театрах «Другой театр», «Практика», «Около дома Станиславского». В качестве приглашённого режиссёра поставил спектакли во многих городах России, в том числе в театрах Москвы, Воронежа, Казани, Альметьевска и Пскова. Лауреат Национальной театральной премии «Золотая маска» (2023) за спектакль «Морфий» в Псковском академическом театре драмы имени А. С. Пушкина в номинации «Лучшая работа художника по костюмам» (вместе с Александром Стройло). Премия «Золотая маска» в том же 2023 году была вручена спектаклю Воронежского Камерного театра «Ребёнок» в постановке Антона Фёдорова в номинации «Лучший спектакль в драме, малая форма». С февраля 2023 года — главный режиссёр новосибирского театра «Старый дом». В том же году в Москве появился театр «Место» — театральное объединение постоянных соавторов и единомышленников Антона Фёдорова.
Особенностями спектаклей Фёдорова является «обилие гэгов, рефренов и перечней», «масочное существование», «несвязная речь, состоящая большей частью из междометий». На сцену актёры выходят, ещё только настраиваясь на свою роль и ещё не слившись с образами своих персонажей. На вопрос о существовании правил, которых он придерживается в своей работе над спектаклем, Фёдоров ответил, что в основе его постановки лежит импровизация, но существует и некий «посыл», вокруг которого строится спектакль. Для режиссёра важна многомерность спектакля («чтобы нельзя было зацепиться за что-то конкретное»).

## Биография

### Детство и юность
Антон Фёдоров родился 8 июня 1981 года в Стерлитамаке в Башкортостане. Интерес к драматическому искусству у него проявился в восемь лет, когда мама привела его в кинотеатр на фильм «Асса» Сергея Соловьёва. Большое впечатление произвели на него звучавшие в фильме песни Виктора Цоя и Бориса Гребенщикова, он даже не хотел уходить из кинозала после окончания сеанса. В 2001 году мама привезла его в Москву на Международную театральную олимпиаду, спектакли которой его «заворожили».
В подростковом возрасте Фёдоров увлекался рок-музыкой, создал собственную группу «Тихий парад», названную так в честь альбома лидера американской рок-группы The Doors Джима Моррисона The Soft Parade. «Тихий парад» существовал несколько лет, принимал участие в музыкальных фестивалях, записал, как он сам выражался, «на коленке» альбом. В одном из интервью Фёдоров признался, что в сериале «Мир! Дружба! Жвачка!», два сезона которого он снял в качестве режиссёра, звучат песни, сочинённые им в юности. Группа прекратила существование, когда её лидер поступил в театральный институт в Москве. Себя Фёдоров считает продуктом 1990-х годов и утверждает, что «90-е время уникальное, даже светлое, несмотря на творящийся вокруг ужас».
В 2006 году окончил актёрский факультет Театрального института имени Б. В. Щукина, где учился на курсе заслуженного деятеля искусств Российской Федерации, профессора Владимира Поглазова. Уже в процессе учёбы он разочаровался в актёрской профессии. «Так случилось, что не снялся [в фильме] ни у одного хорошего режиссёра, не сыграл ни в одном гениальном спектакле», — утверждал Фёдоров в одном из интервью. Он говорил про этот период своей деятельности: «По инерции играл спектакли во всяких независимых театральных постановках, но не испытывал удовольствия». Во время репетиций Фёдоров «придумывал в своей голове» сразу несколько параллельных режиссёрских интерпретаций сюжета. Некоторое время служил в московских театрах «Другой театр», «Практика», «Около дома Станиславского».
В 2019 году окончил режиссёрский факультет Театрального института имени Б. В. Щукина (курс народного артиста Российской Федерации, профессора Юрия Погребничко). Он с благодарностью вспоминает своего мастера: «Встреча с Погребничко — отдельная тема, она большая такая в моей жизни». Фёдоров продолжает общаться с Погребничко и часто приходит к нему в театр во время репетиций «посидеть просто в темноте». Его дебютом в качестве режиссёра стал спектакль «Земляки», поставленный в Салаватском государственном башкирском драматическом театре. Уже этот спектакль был номинирован на Национальную театральную премию «Золотая маска».

### Деятельность в качестве приглашённого режиссёра
В качестве приглашённого режиссёра поставил спектакли во многих городах России, в том числе в театрах Москвы, Воронежа, Казани, Альметьевска и Пскова. Театральные критики отмечали его умение «внимательно, подробно, с нежностью и пониманием, хотя и не без иронии, всматриваться в сегодняшних людей», мастерское владение театральной формой, умение заставить зрителя играть по собственным строгим правилам.

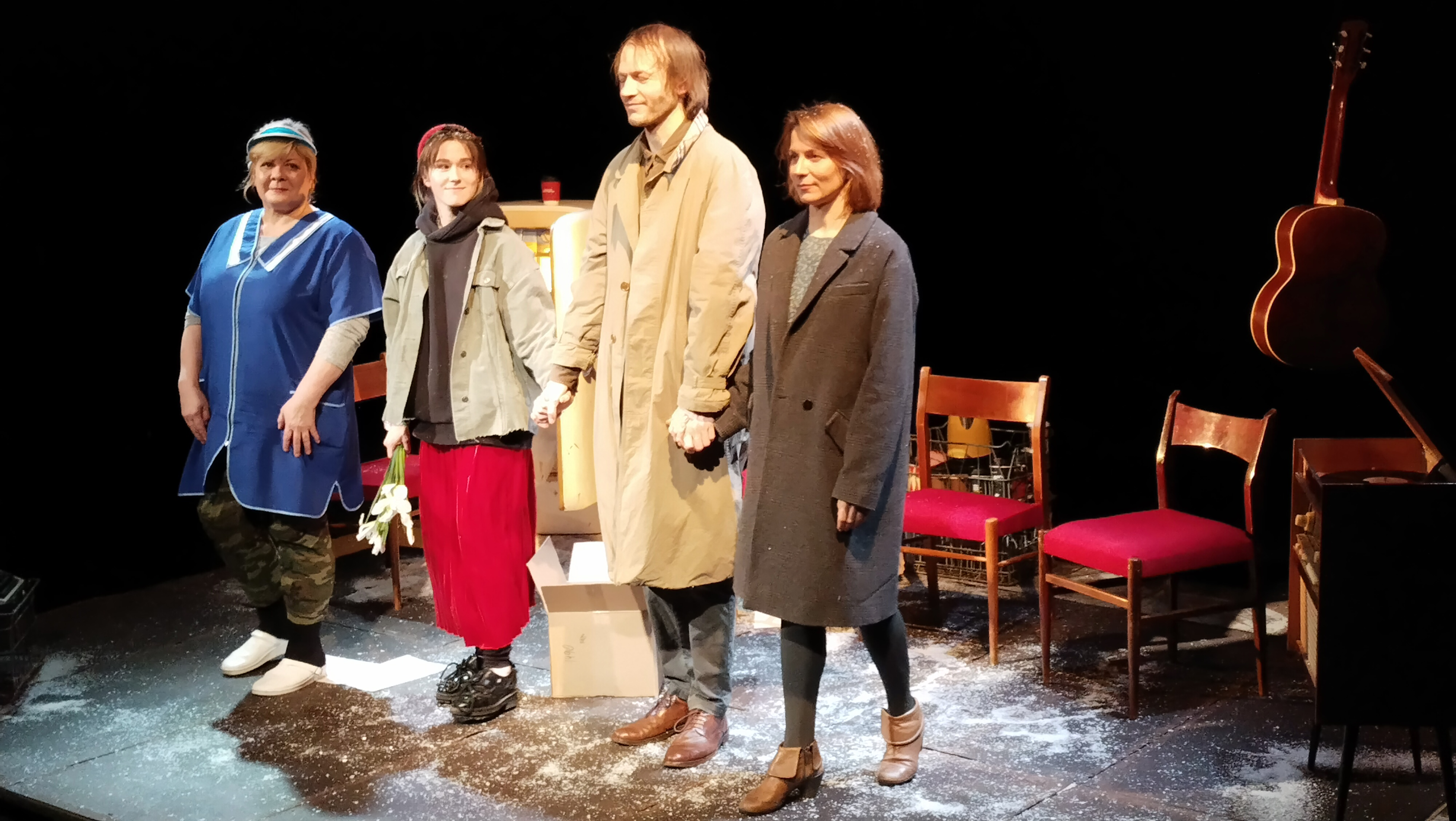
Аплодисменты после спектакля Антона Фёдорова (режиссёр и художник спектакля) «Это не я» в постановке Театра «Место», гастроли в феврале 2024 года на сцене Театра на Литейном в Санкт-Петербурге

В 2019 году поставил спектакль «Это не я» по пьесе Арсения Фарятьева (режиссёр признавался в собственных правках первоначального авторского текста) в московском Театре.doc. Жанр он охарактеризовал как «экстремальную психологическую клоунаду». В основе спектакля тема «человека-симулякра, погрязшего в шаблонах, штампах и, по определению из описания спектакля, „эпигонском“ существовании». Она трактована «как исторически укоренённое в прошедших десятилетиях явление». Главный герой, обаятельный вампиловский социопат с суицидальными наклонностями, по мнению самого режиссёра, характерен для советской драматургии.
Доктор социологических наук, кандидат философских наук Валерий Терин в монографии «Человек и общество в электронном окружении», вышедшей в 2021 году, подчёркивал, что ведущей нормой восприятия и мышления в электронно-коммуникационном окружении является соотношение между фигурой и фоном. Такое соотношение Антоном Фёдоровым используется в творческих целях, в частности в постановке комедии Николая Гоголя «Ревизор» в московском театре «Около дома Станиславского». Во время спектакля, по мнению автора монографии, актёры выявляют «гоголевский фон, показывая в результате, что речь у Гоголя идёт о жизни на грани бреда, — а это, наверное, характерно для многих сегодня».
Поставил спектакль «Петровы в гриппе» по одноимённому роману писателя Алексея Сальникова в московском «Гоголь-центре». Декорации спектакля причудливы: под потолком подвешена соломенная птица, пространство троллейбуса, в котором происходит действие, выстлано коврами, в правом углу сцены находится груда искусственного асфальта, из которого торчит огромный болт, костюмы героев спектакля отражают позднесоветские цвета и фактуры, а маленького Петрова в какой-то момент заменит «огромный тюк из всевозможных тёплых лоскутов, увенчанный шапкой с помпоном, который мама торопливо волочит на новогоднюю ёлку». Спектакль основан на контрастах, понятия смерти и праздника взаимозаменяемы, покойники уравнены с живыми и находятся между существованием и царством мёртвых. В реальности нет ничего «статичного и стабильного». Представление напомнило театроведу Анне Банасюкевич аттракцион фокусов, наполненный событиями, смыслами и ассоциациями. В качестве замечания Банасюкевич писала, что в какой-то момент спектакль всё-таки превращается в пересказ первоисточника, но в финале снова «возвращает… зрителя в это щемящее и завораживающее ощущение расслаивающегося времени, расслаивающейся твоей жизни, в которой и прошлое и настоящее существуют вместе».
Ещё одним спектаклем в Гоголь-центре стал «Буковски», в основе которого лежит биография американского писателя Чарльза Буковски. Своего главного героя режиссёр охарактеризовал так: «такой клоун, шут, который вроде как является твоим ужасным отражением, и от этого страшного отражения ты хочешь отвернуться». Режиссёр не стремился к детальной реконструкции биографии писателя. Спектакль — фантазия, «сотканная» из реальных фактов из жизни писателя и эпизодов его литературных произведений, а также из характерных для россиян стереотипов о жизни в США.

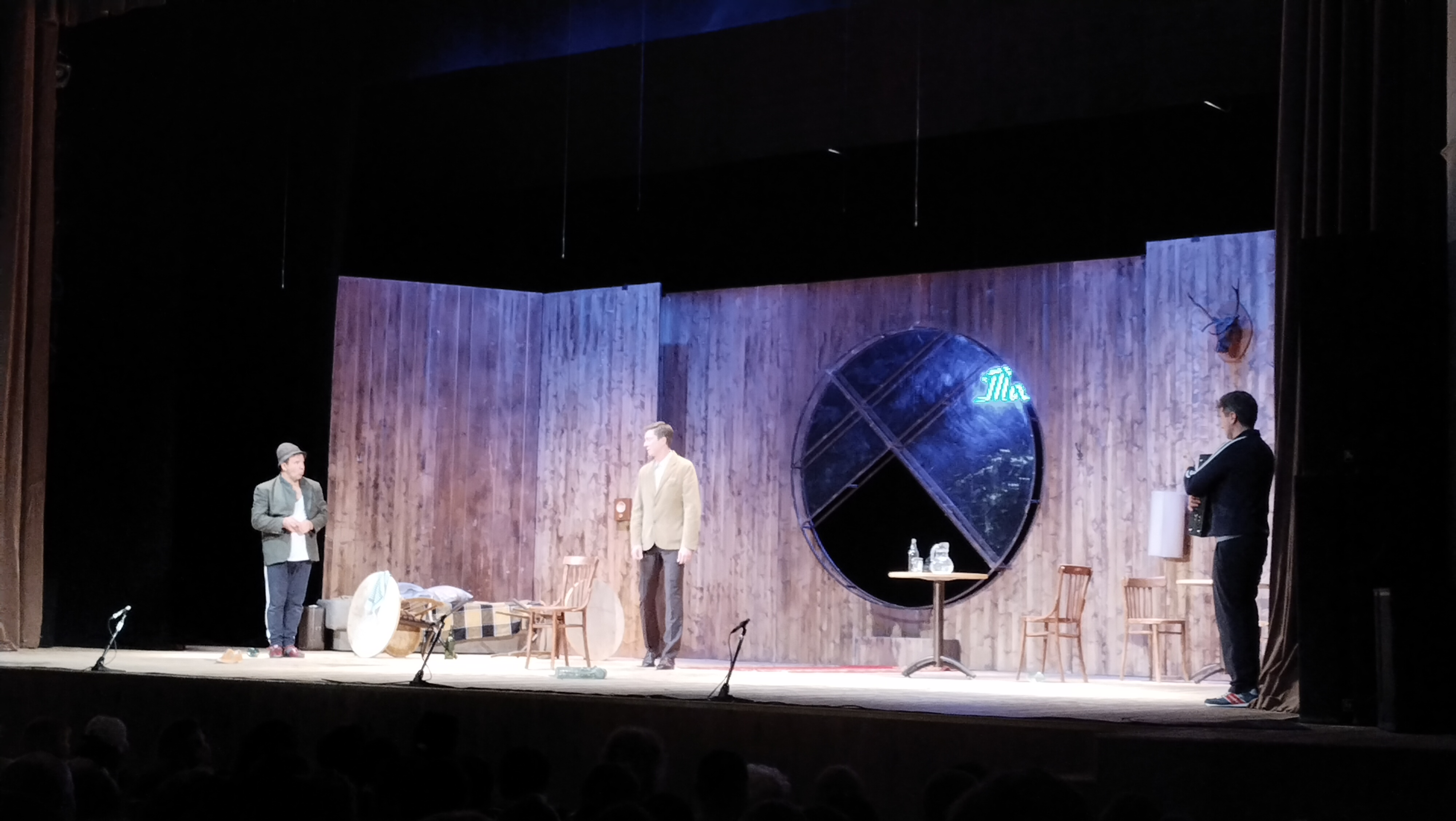
Декорации к антрепризному спектаклю «Провинциальные анекдоты» по пьесе Александра Вампилова

В 2020 году поставил спектакль «Королевство кривых» в Альметьевском татарском драматическом театре по мотивам известной советским читателям и кинозрителям сказки «Королевство кривых зеркал», но сюжет (текст Арсения Фарятьева и самого Фёдорова, использованы письма членов троцкистской оппозиции) радикально переосмыслен в сравнении с повестью Виталия Губарева и одноимённым фильмом Александра Роу. На сцене голое тонкое деревце, серая бетонная стена с огромной прорезью (которую театральный критик сравнила с улыбкой Чеширского кота) из «странной модернистской советской архитектуры», две табуретки, библиотечный стеллаж с книгами и трюмо (в качестве художника выступил сам Антон Фёдоров). Герои — наполовину звери, наполовину социальные функции. Действие происходит в 1929 году в университете, куда поступила главная героиня спектакля Оля. На следующий день исчезает её друг детства Дима. Критик писала: «За каждой простой фразой, за каждым вопросом и неответом всё отчётливей встаёт зловещий смысл. Всё явственней проступает в спектакле подтекст, два плана меняются местами, к финалу за ГУЛАГом уже почти не различимы контуры Университета». «Королевство кривых» получило Гран-при в номинации «Лучший спектакль большой формы» в городе Набережные Челны на ХVIII Фестивале театров малых городов России.
Неожиданным для зрителей оказалось решение спектакля «Иваново детство» (в его основе драматургический «коллаж» из сценариев к фильмам «Иваново детство» и «Зеркало» Андрея Тарковского) в Казанском театре юного зрителя (2021 год). Главного героя — подростка Ивана — «играет» кукла из папье-маше (сам Фёдоров назвал его «газетный мальчик»). Управляют куклой два артиста ТЮЗа, которые обозначены как Первый солдат и Второй солдат, — за спиной Ивана постоянно находятся двое военных в плащ-палатках. Лица артистов не скрыты от зрительской аудитории. Создатели спектакля отказались от принятого в начале работы над спектаклем решения пригласить профессиональных актёров-кукольников и сами освоили новое для себя искусство управления куклой. «Живой двойник» героя (актёр театра) находится за «поминальным столом», вспоминая историю жизни своего персонажа.
Педагог Российского института театрального искусства и член экспертного совета премии «Золотая маска» Владислава Куприна писала, что Антон Фёдоров работает с фильмами Тарковского, как со словарём. Лексику кинорежиссёра он использует как язык для разговора о времени и памяти. Вместе с тем Фёдоров «пересоздаёт этот язык, и он звучит начисто, взрываясь новыми страшными озарениями». В своём спектакле он создаёт коллаж кадров фильма, но размещённых в другой последовательности (или даже одновременно сосуществующих в пространстве сцены), поставленных в иные отношения между собой. Владислава Куприна делает вывод: если в фильме Тарковского у Ивана нет детства и он стал взрослым раньше срока, то в спектакле Фёдорова «Иван мёртв до смерти».

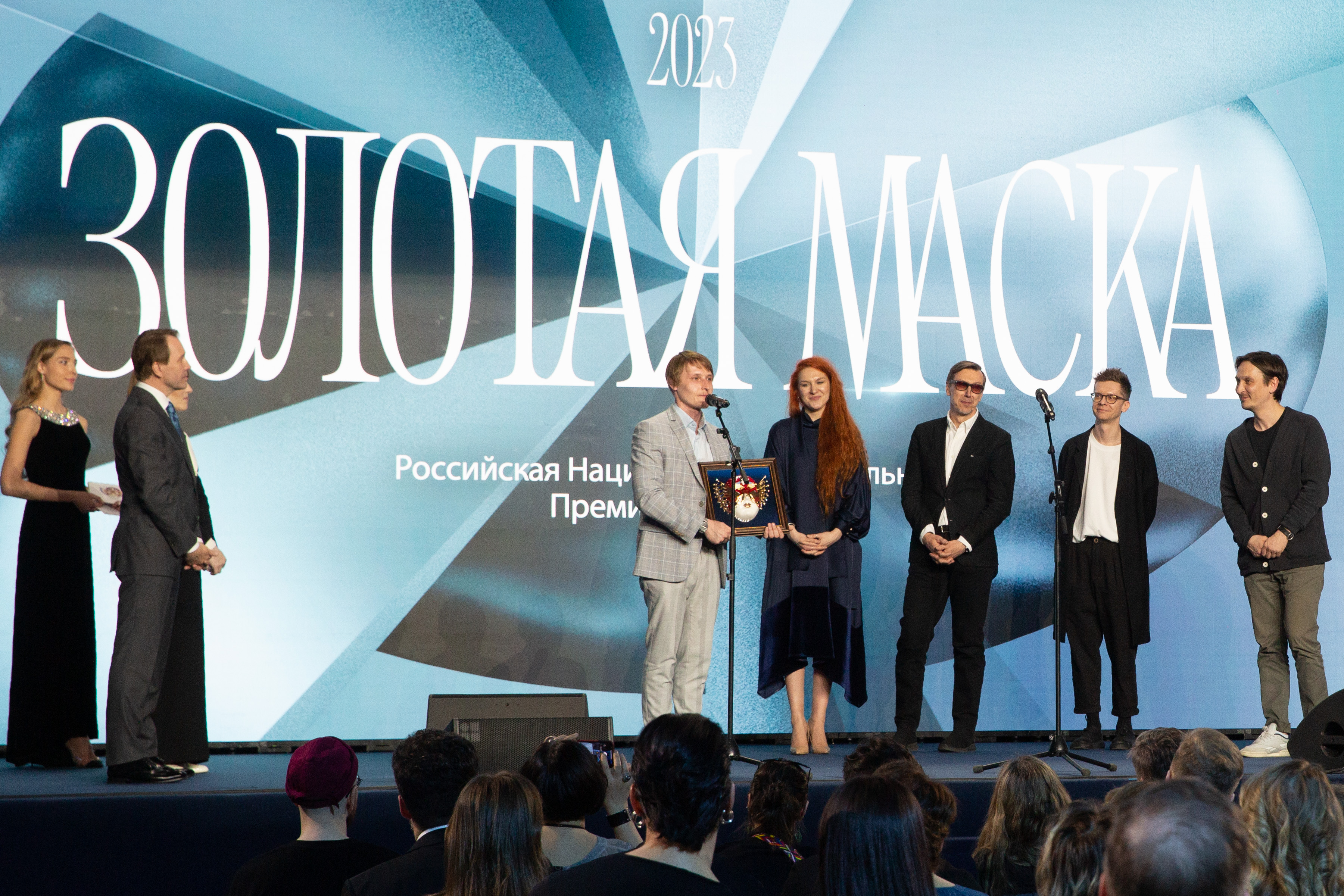
Награждение «Золотой маской» труппы Воронежского Камерного театра за спектакль «Ребёнок» (Антон Фёдоров — крайний справа), 2023

В том же 2021 году Фёдоров поставил спектакль «Ребёнок» (по одноимённой пьесе норвежского писателя Юна Фоссе) на сцене Воронежского Камерного театра. Сюжет основан на отношениях молодой пары, ожидающей рождения ребёнка в условиях сложной беременности. «Пьеса [„Ребёнок“] — это коллаж из эмоций, переживаний, непониманий, иронии, юмора, объёмный срез жизни», — рассказывал сам режиссёр. В спектакле использовались новейшие технологии, в сюжет добавлены элементы абсурда. В финале ребёнок рождается мёртвым, но сам спектакль заканчивается на мажорной ноте — под песню «To the rescue» группы The Divine Comedy из Северной Ирландии, исполняющей музыку в стиле барокко-поп, «танцоры имитируют роды, доставая из-под одежд пупсов и танцуя с ними в руках». Обозреватель газеты «Коммерсантъ» назвал такой финал «рекламой нацпроекта „Демография“».

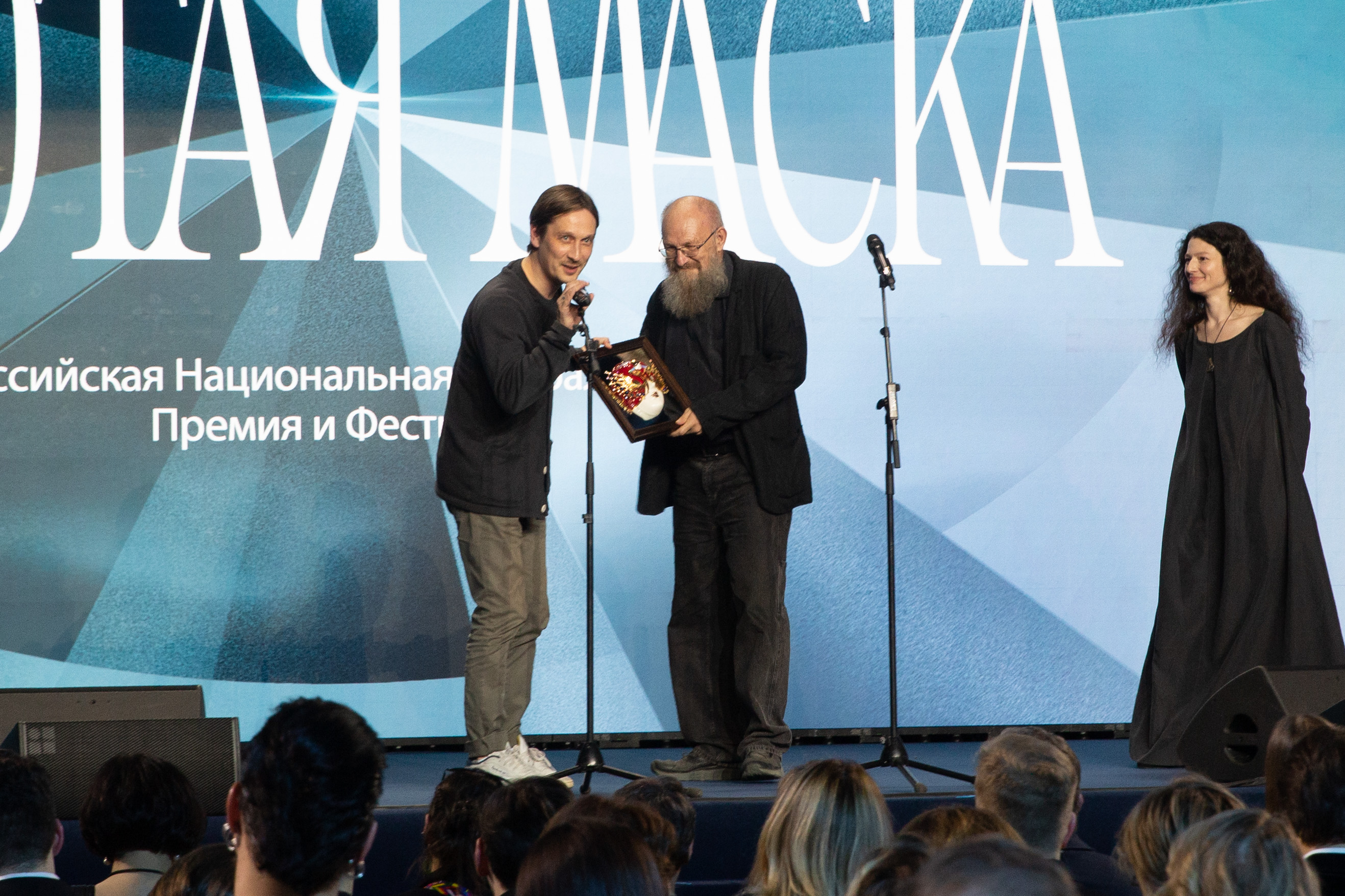
Антон Фёдоров и Александр Стройло на награждении «Золотой маской» в номинации «Лучшая работа художника по костюмам» за спектакль «Морфий» в Театре драмы имени А. С. Пушкина (Псков), 2023

В Псковском академическом театре драмы имени А. С. Пушкина выпустил в 2022 году спектакль «Морфий» по циклу рассказов «Записки юного врача» и рассказу «Морфий» Михаила Булгакова. Герои двух произведений у автора никак не связаны между собой. В спектакле же они действуют как двойники: пока спит герой «Записок юного врача», «корчится на полу от боли и колется» герой «Морфия». Когда же второй падает в изнеможении на диван, оттуда поднимается первый и отправляется оперировать. Но человеком из плоти и крови среди них выглядит только морфинист, а его положительный антагонист «наделён марионеточной пластикой и говорит так, словно у него в горле застряла пищалка, а белый грим и белоснежная рубаха в пол окончательно превращают его в странного Пьеро». Сценическое решение (Фёдоров выступил также как художник-постановщик и художник по костюмам) театровед Жанна Зарецкая описывала как изумительно прекрасное и живущее собственной жизнью: с одной стороны, двери-ворота с неоновыми ручками, из которых появляются пациенты, с другой, узкая светящаяся дверца со стеклом, в которое заглядывают персонажи Эгона Шиле (их видит только герой «Морфия»). В финале спектакля кукольный доктор встречает выжившую после трахеостомии девочку, которая вновь обрела голос и благодарит спасителя. Зарецкая сознавалась, что не может принять эти события за действительность, так как «здравый смысл подсказывает, что этот „хеппи-энд“ — не более, чем предсмертное видение морфиниста».
В Воронежском Камерном театре в 2023 году поставил спектакль «Вишнёвый сад» по одноимённой пьесе Антона Чехова. По словам театроведа Натальи Витвицкой, режиссёр поставил задачу показать «русское несчастье, только без причинно-следственных связей, — как феномен и сбывающееся пророчество». Сценографию спектакля (художник-постановщик — сам режиссёр) отличает кинематографичная красота, по оценке Витвицкой, в стиле фильмов американского режиссёра Джима Джармуша. Неудовлетворённость жизнью персонажей спектакля проявляется в неприкаянной и неуклюжей суете на сцене. Трагичность происходящего оттеняют остроумные пасхалки режиссёра, например, слуга Фирс проходит через сцену, держа в руке картонку с надписью «Никуда без Radiohead». Витвицкая заканчивает рецензию словами: «Антон Фёдоров не показывает выход из несчастья, он его и не ищет. Он разворачивает мучительную чеховскую реальность, проросшую в сегодняшних нас. Выхода, действительно, нет».

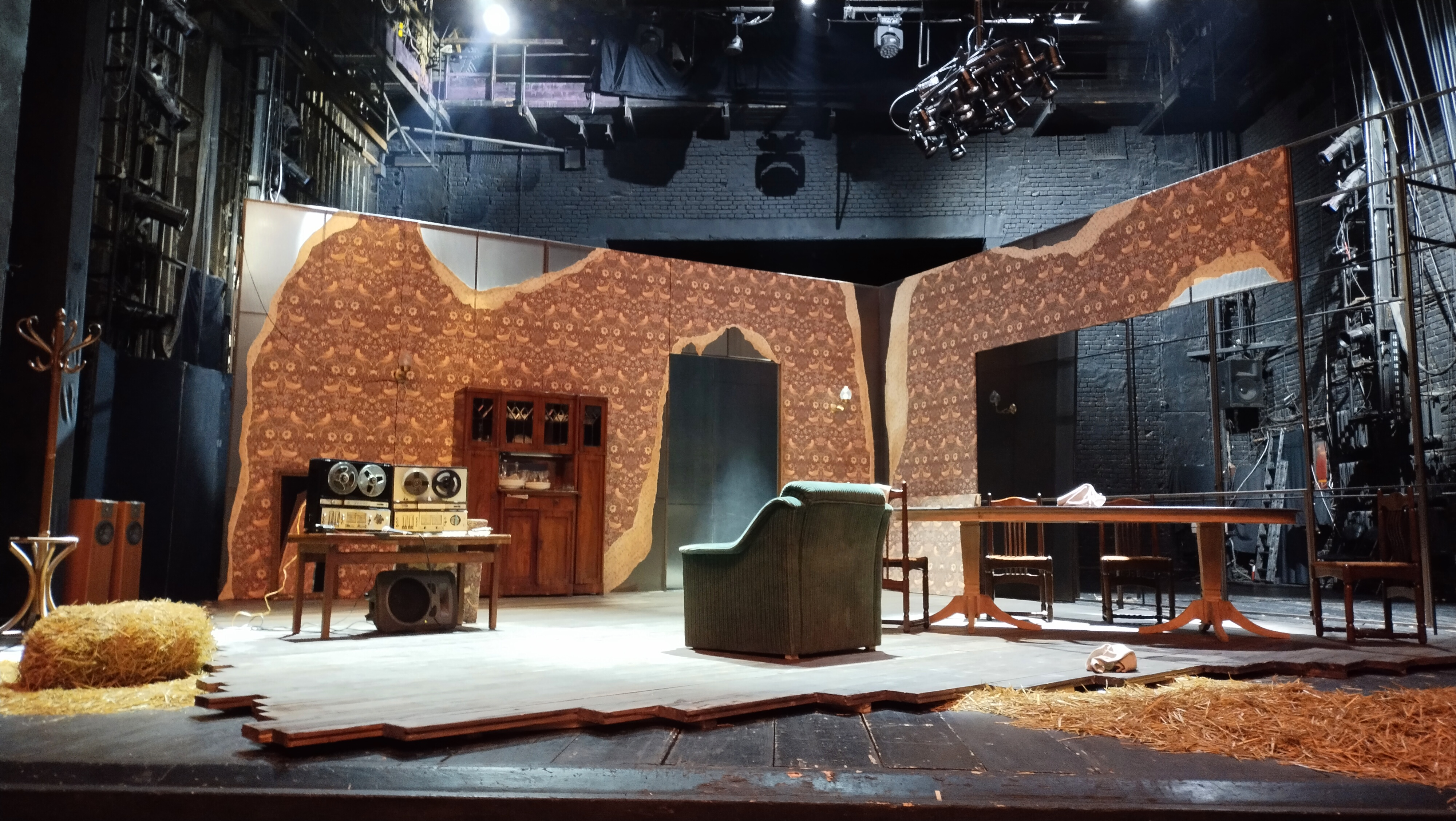
Декорации (художник — Ваня Боуден) перед началом спектакля «Собачье сердце» в постановке Антона Фёдорова, МТЮЗ, 2024

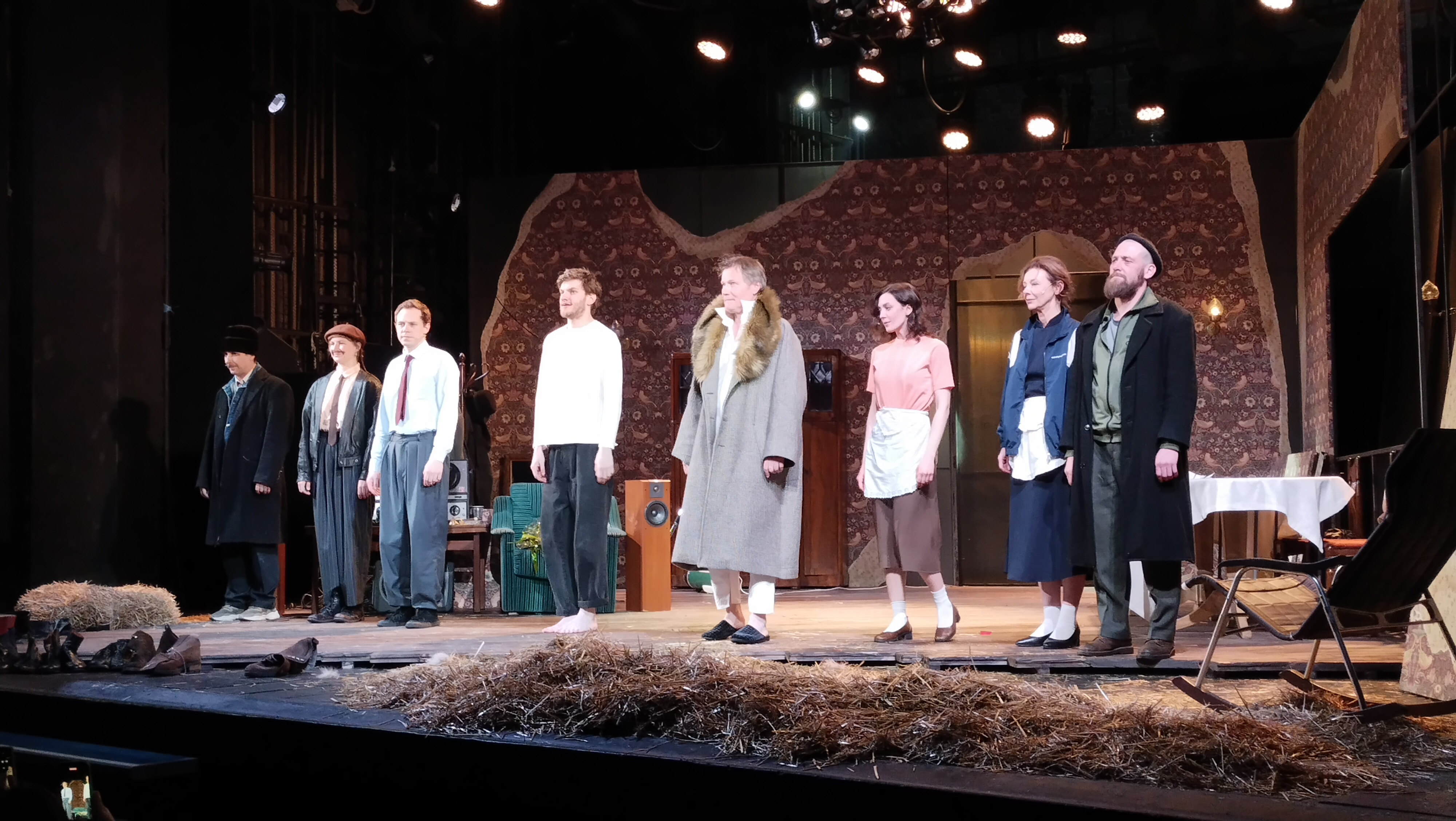
Аплодисменты актёрам спектакля «Собачье сердце» в постановке Антона Фёдорова, МТЮЗ, 2024

В 2024 году Фёдоров поставил спектакль «Собачье сердце» по одноимённой повести Михаила Булгакова в Московском театре юного зрителя. Спектакль сразу привлёк внимание центральных средств массовой информации и театральных критиков. Сразу после премьеры член экспертного совета премии «Золотая маска» Марина Шимадина писала: «Нынешний спектакль МТЮЗа лишён всяких надежд, он смотрит на людей без иллюзий, но в то же время с огромной жалостью ко всем». Профессор Преображенский в спектакле — «избалованный московский барин и „буржуй“», и представители новой власти «его сами боятся до обморока». Шариков же — «уродливый гомункул в кровавых бинтах, который постепенно, на наших глазах, превращается в нечто человекоподобное, учится говорить и ходить на костылях, опираясь на кончики ботинок». Профессор воспринимает его как побочный продукт неудавшегося эксперимента, на котором не удастся заработать. Уже поэтому он принципиально не способен воспринимать «„это быдло“ всерьёз». В результате Шариков превращается в несчастное существо, созданное по образу и подобию творца, но с презрением отвергнутое создателем. Вместе с тем, Шариков и сам способен стать отвратительным и страшным.
Другую интерпретацию спектаклю дала кандидат искусствоведения Елена Солнцева. Для неё Шариков ребячлив, эгоистичен и тотально агрессивен, постоянно нуждается в еде, ласке и внимании. Он изначально опасен для окружающих. С появлением Шарикова внешний мир, который профессор Преображенский сознательно игнорировал многие годы, ворвался в его квартиру. В итоге, все герои «Собачьего сердца» остаются у разбитого корыта: Шариков в каждом из его обличий, спивающийся профессор, падающий в обморок Швондер. Солнцева делала вывод: «я давно не видела в российском театре спектакля с такой непринуждённой лёгкостью касающегося самых важных и самых нерешённых вопросов современного мира». Театральный критик Анна Банасюкевич утверждала, что Фёдоров сумел добиться иронической дистанции по отношению к обоим главным героям и этим обманул ожидания зрителей, тщетно пытающихся уловить, на чьей же стороне симпатии создателей спектакля. Как любопытный элемент спектакля критик отмечала то, что Игорь Гордин играет одновременно две роли: профессора Преображенского и актёра, который уже много раз исполнял эту роль и поэтому она ему в тягость. Этот персонаж на протяжении двухчасового спектакля эволюционирует от «театрального дуракаваляния» «к трагическому одиночеству своего сломленного героя». По мнению Банасюкевич, Преображенский предстаёт в спектакле не интеллигентом, а мещанином. Двойственным предстаёт перед зрителем Шариков: его «детскость» вызывает симпатию, но животная натура, противоестественно проявляющаяся в человеке, настраивает на отвращение. Неожиданен образ Борменталя. Он также проходит эволюцию — от «услужливого, суетливого, комичного Молчалина» «к убийце, хладнокровно уничтожающему любую угрозу своему благополучию». В финале спектакля Борменталь страшен.
Поставил также три спектакля в Салаватском государственном башкирском драматическом театре — «Земляки» по повести «Деревенские адвокаты» Мустая Карима («Лучший спектакль» IX Республиканского фестиваля «Театральная весна»), «Шукшин» по рассказам Василия Шукшина и «Глумов» по комедии «На всякого мудреца довольно простоты» Александра Островского; а также два спектакля в Стерлитамакском государственном башкирском драматическом театре — «Пьяные» по одноимённой пьесе Ивана Вырыпаева и «Таганок» по одноимённой повести Мустая Карима («Лучший спектакль» VII Международного фестиваля тюркоязычных театров «Туганлык»).

### Вдохновитель театра «Место» и главный режиссёр «Старого дома»
В 2023 году появился театр «Место» — детище Антона Фёдорова, его постоянных соавторов и единомышленников. Премьерой нового театрального коллектива стал спектакль Фёдорова «Где ты был так долго, чувак?». Одноимённый спектакль Фёдоров уже ставил в 2018 году в саратовском театре «Детское театрально-концертное учреждение». Это — история супружеской пары, живущей в провинции. Муж пьёт или сидит, а супруга ждёт мужа с зоны, борется с приступом его белой горячки и терпит побои. Их разговоры и поступки повторяются много раз в разных вариациях. Текст спектакля — коллективное творчество его авторов. Сценография Антона Фёдорова в этом спектакле, по выражению театрального критика Владиславы Куприной, представляет собой «убогое сиротское пространство» 1980-х годов, «исполненных насилия, пьянства и пьяного разгула, нищеты, обречённости». В середине сценического пространства находится поваленная телефонная будка без стёкол с ржавыми боками, рядом с ней проволочные ящики из-под кефирных бутылок, а сами бутылки поблизости, покрытые «то ли снегом, то ли пеплом», на цепях раскачивается покрытое копотью окно. Такое пространство «ни обжить, ни любить невозможно». Спектакль «Где ты был так долго, чувак?» наполнен «дискретными формулами бытия», «древними кодами», культурными шифрами. Оно обращается, «минуя сознание, к коммунальному бессознательному, коллективному опыту» россиянина, что подчёркивает демонстрация эпизодов советских фильмов («Джентльмены удачи», «Осенний марафон», «Любовь и голуби»). Театральный критик Марина Шимадина так заключает свою статью о спектакле: «Антон Фёдоров словно даёт срез абсурдной российской действительности, застывшей и не меняющейся, страшной и гротескной, на которую без слёз не взглянешь, но и без смеха тоже. Это — моментальный портрет страны как родины слонов и чебурашек, заповедной аномальной Зоны и просто зоны».
В репертуар театра «Место» вошла также постановка «Это не я», поставленная первоначально в московском Театре.doc. Сравнивая новую постановку этого спектакля с первой, осуществлённой Фёдоровым ещё перед пандемией коронавируса, кандидат искусствоведения Лидия Тильга отмечала новый состав актрис, переосмысленное сценическое пространство и бо́льшую слабость социально-критического ракурса спектакля по сравнению с более ранней постановкой — представляя премьеру в Театре.doc, режиссёр этот ракурс подчёркивал. По мнению искусствоведа, «жизненный смысл [спектакля в новой его версии] перекрыт радостью игры».

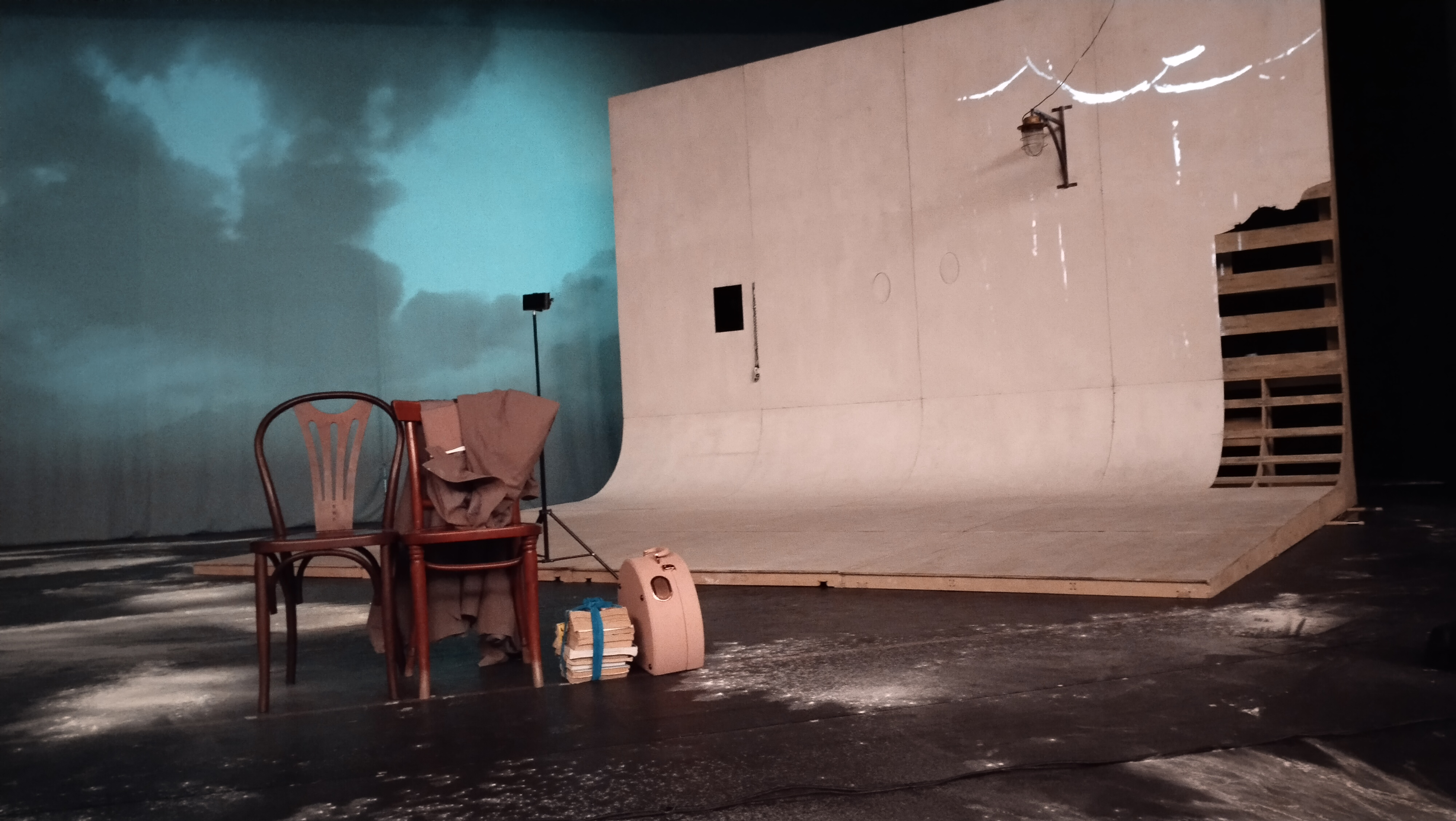
Сцена театра «Балтийский дом» перед началом спектакля «Мадам Бовари», II Международный фестиваль «Взгляд на Восток», 2024

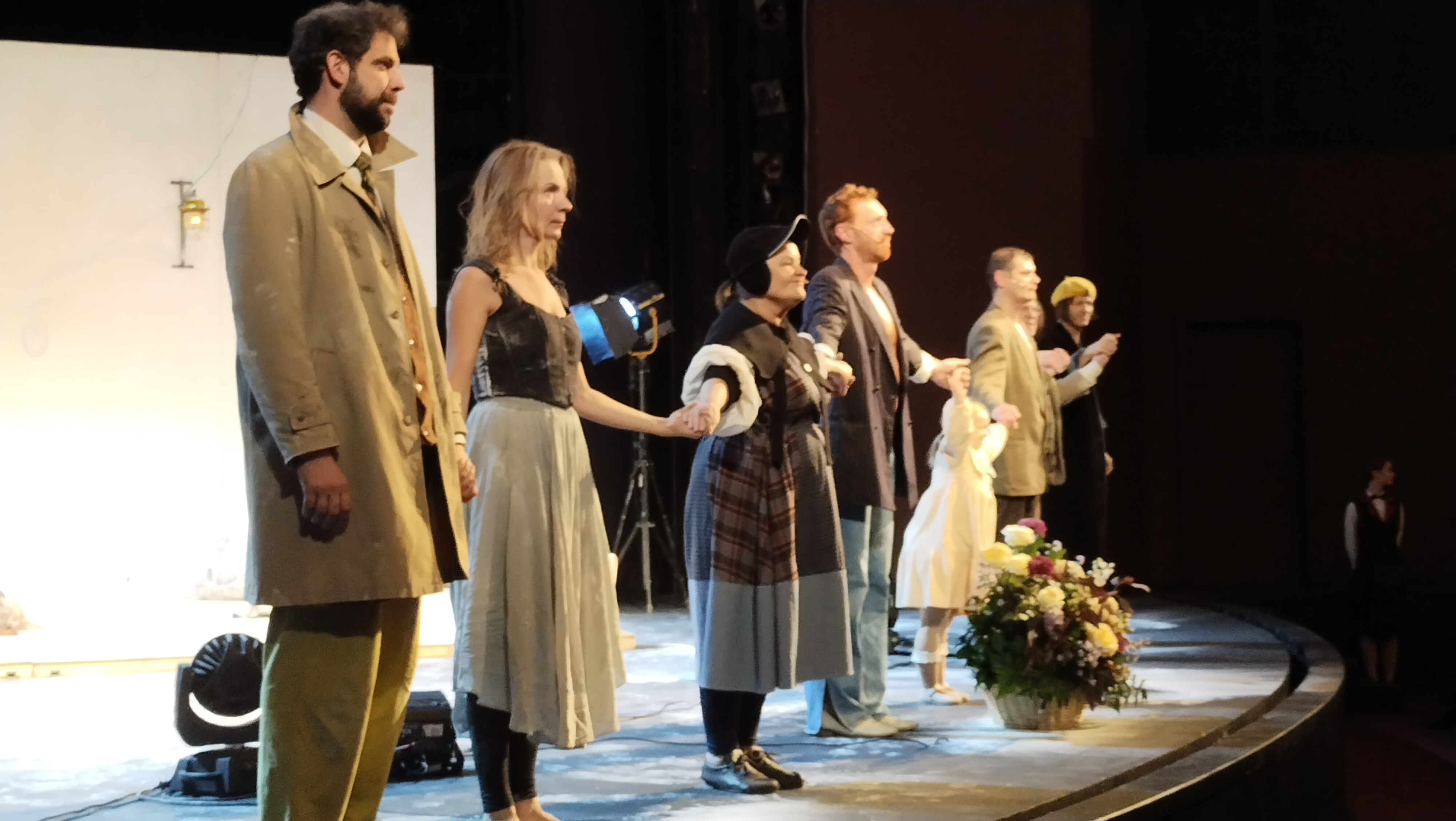
Выход на бис. Театр «Балтийский дом» после спектакля «Мадам Бовари», II Международный фестиваль «Взгляд на Восток», 2024

В 2024 году Фёдоров поставил антрепризный спектакль «Мадам Бовари» по роману Гюстава Флобера (копродукция независимого театра «Место» и театральной компании «Арт-Партнёр XXI»), который назвал в одном из интервью «кровавой историей про несовершенных людей». В ней присутствуют «дурацкий юмор, шутки на грани фола и нелепая пластика, странный язык [сам режиссёр его охарактеризовал как смесь французского и нижегородского]». Театральный критик Наталья Каминская так писала о происходящем на сцене: «фрагментарное, назывное и штампованное „французское“ вставлено в столь же невнятную русскую речь, где вместо одного слова употребляется другое, где высокий штиль перемешивается с подзаборной лексикой, где сами общий тон и общий „словарный запас“ намеренно смазаны, и всё проглочено, обрывочно, все — бубнёж или писк, будто люди захлёбываются собственной, утратившей смысл речью». В то же время критик нашла в спектакле и социальный заряд — речь в нём «без пафоса, с убийственной иронией, но и с сильной долей сочувствия» идёт о бессмысленности жизни простого человека.
Представленная Фёдоровым в жанре комедии история превращается к финалу в трагедию. Персонажи выходят из образов «фриковатых дурачков и дурочек». Эмма Бовари умирает от передозировки наркотиков на руках у мужа. «Заключительными титрами» становится «рисованная русская Бовари, уверенно идущая по тонкой линии между реальностью и мечтой, жизнью и смертью»). К недостаткам спектакля Наталья Каминская отнесла монотонность и повторяемость приёмов.

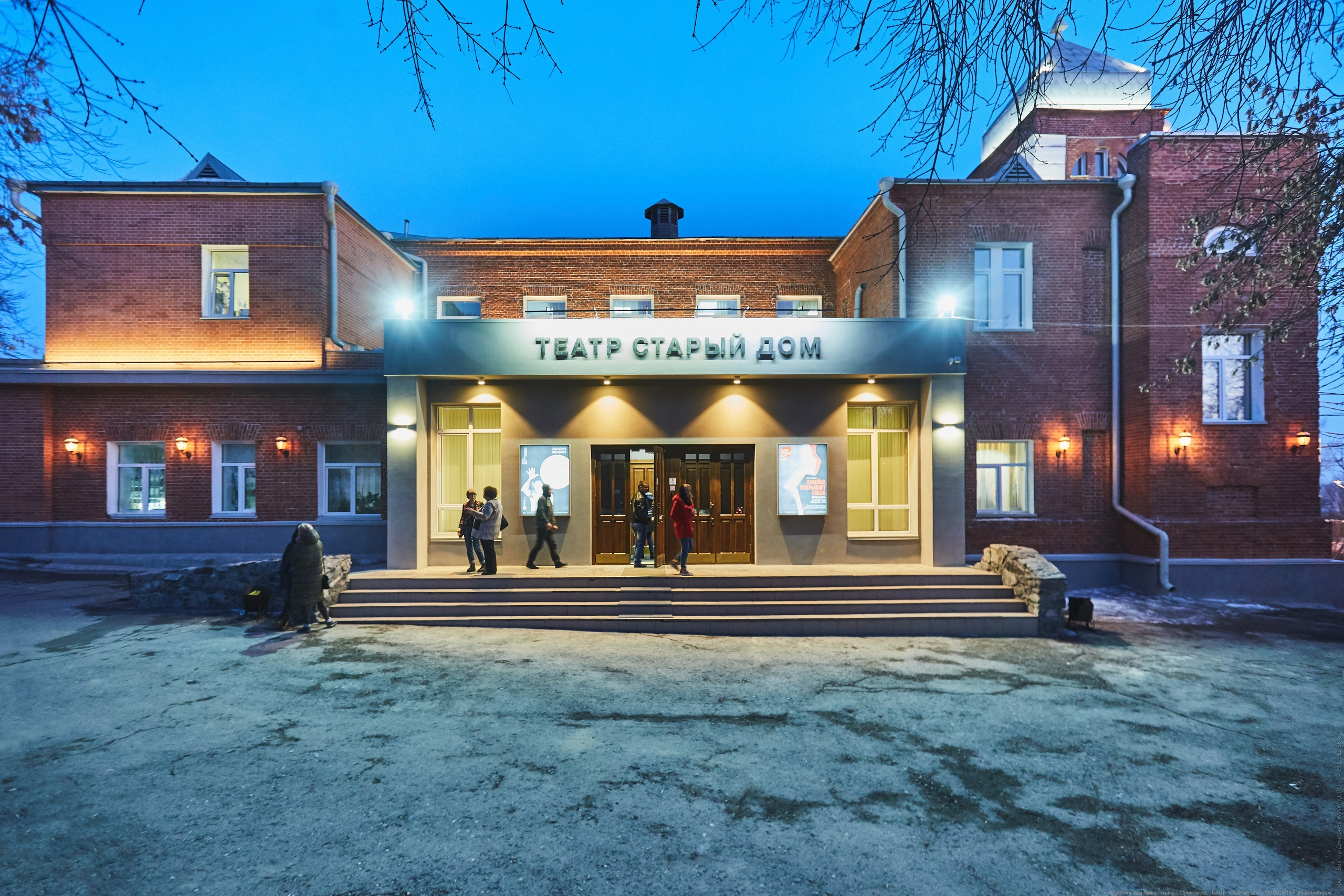
Театр «Старый дом», март, 2019

В феврале 2023 года занял вакантное место главного режиссёра новосибирского театра «Старый дом». Это произошло после того, как занимавший эту должность Андрей Прикотенко в январе 2023 года перешёл на аналогичную в другом театре Новосибирска — «Красный факел». О своём назначении Фёдоров отозвался так: «Я не планировал останавливаться в одном театре, но случайности не бывают случайны». В своём обращении к труппе Фёдоров заявил: «Я не планирую быть вашим начальником в привычном смысле. Я хочу быть вашим соавтором. Хочу, чтобы у нас с вами шёл процесс сотворчества, созидания, разговора, диалога, дружбы. Это самое важное для меня! Я хочу с вами дружить, и единственное, что я могу, — делать спектакли».

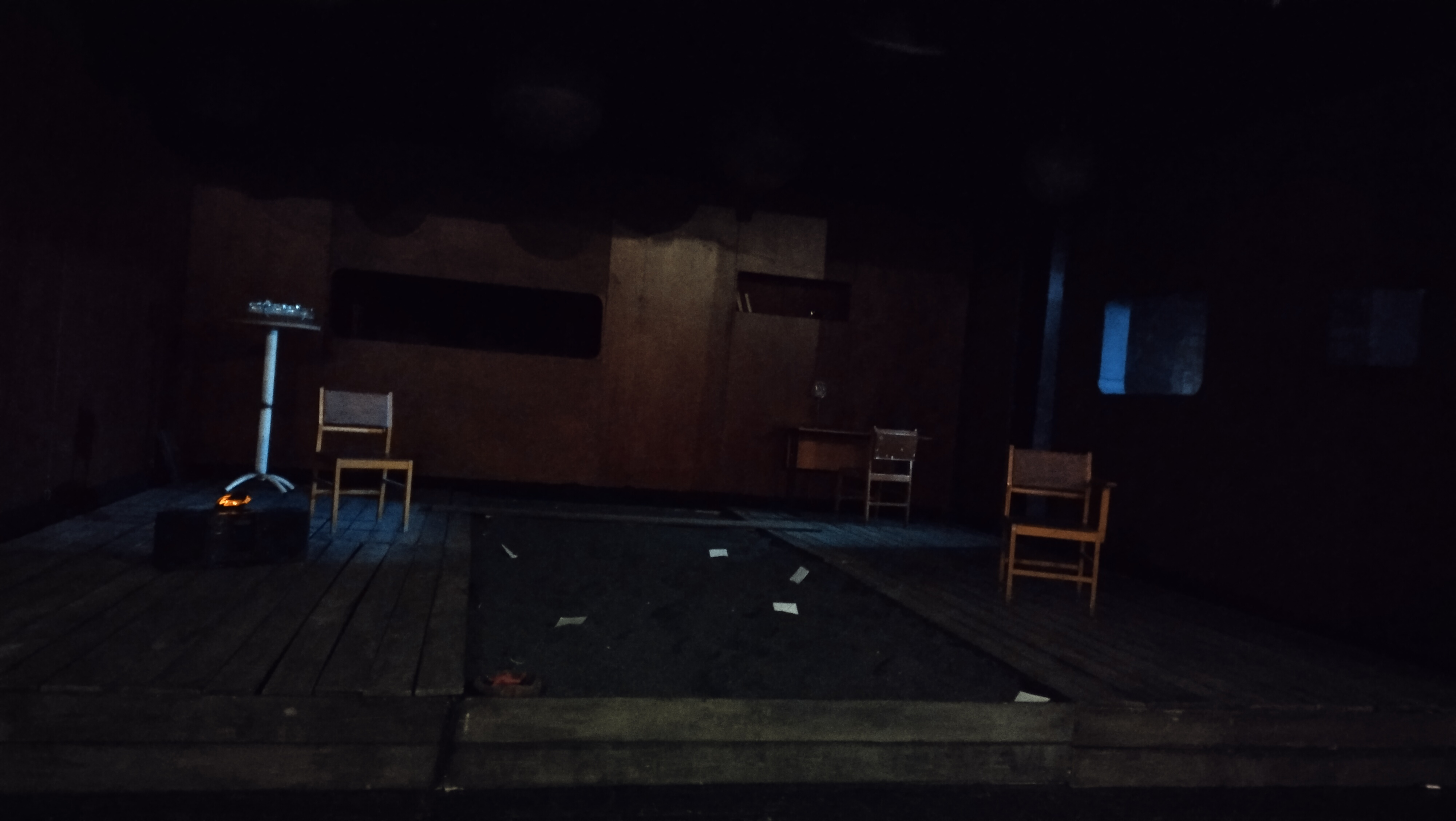
Сцена (художник — Антон Фёдоров) перед началом спектакля «Котлован» в постановке Антона Фёдорова (гастроли в Санкт-Петербурге), 2024

Первым спектаклем нового главного режиссёра стал «Котлован» по одноимённой повести Андрея Платонова. Режиссёр так сформулировал свой замысел: «Мы рассказываем некую поэтичную историю о том, что настоящего у нас нет, а есть только манящее, великое и пугающее будущее. Мы проживаем всю жизнь в состоянии „нас непременно ждёт что-то очень хорошее“, но при этом абсолютно нивелируется твоё „здесь и сейчас“». Повесть Платонова в спектакле представлена как «тёмное фэнтези, соединившее в себе экзистенциальную проблематику, кафкианский абсурд, готическую мрачность и жесточайшую эмоциональную боль без надежды на прекращение страданий», являющееся «сатирой на наше настоящее». Театровед Наталья Витвицкая отметила целый ряд режиссёрских находок. Среди них присутствие на сцене мультипликационного персонажа — девочки Насти, которую в одном из эпизодов герой прячет себе за пазуху, желая защитить от опасности, включение в сценический текст писем Платонова своей жене Марии и «трогательно-убогие» танцы персонажей спектакля под песни группы Enigma.
В качестве художника спектакля Фёдоров одел героев в парадные чёрные костюмы с гвоздикой в петлице и резиновые сапоги. По мнению Витвицкой, это показывает двойственность их природы: «работяги с признаками вырождения на лице» «на обязательном „радостном подъёме“ с неподдельной тягой к прекрасному». Заслуженный работник культуры Российской Федерации Татьяна Тихоновец отмечала, что декорации, выстроенные Фёдоровым в качестве художника спектакля, представляют собой замкнутое пространство павильона. В дощатой стене прорезана оконная дыра, в ней сменяются разные времена года. Только это напоминает о движении времени за пределами сцены, где оно словно застыло. Природа за окном предстаёт как окно в другой мир. Люди на сцене — персонажи «с хмурыми застывшими лицами», но они настолько выразительны, что представляются зрителю словно на крупном кинематографическом плане. Две натуралистически исполненные лошадиные морды, выступающие из боковой стены, воспринимаются, однако, более живыми, чем человеческие лица. Над сценой висят тёмные планеты, которые постепенно на протяжении спектакля разгораются и к финалу светятся полным светом.
Театровед Елена Алдашева увидела в спектакле Фёдорова два измерения — художественно-гротескное (сочинённые писателем персонажи «Котлована», по выражению Алдашевой, — «фантазмы») и лирическое (представленное письмами писателя «в своей отчаянной вере, страдании, а порой и парадоксальности»). В результате их наслоения друг на друга получается «универсально-русский театр». Театральный критик увидела в спектакле параллель конца 1920-х (когда был написан «Котлован») и конца 1990-х годов: «„Конец истории“, очередного „это было навсегда, пока не кончилось“, с обломками прошлого на каждом углу; растерянность перед надеждой на светлое и невообразимое будущее; бесприютное, сквозняковое и необжитое настоящее — праздное место». В связи с этим, по мнению Алдашевой, поднимается ещё одна тема — «инфантильная лёгкость убийства, совершаемого играючи, а порой с шутками и прибаутками». С её точки зрения, по ходу просмотра спектакля напрашивается вывод, что «внутренние распри — это добровольно выбранная забава». К ней можно отнести как классовую борьбу конца 1920-х, так и криминальные разборки конца 1990-х годов.
В 2024 году в театре «Старый дом» поставил спектакль «Е-ее-ее!» по «Бременским музыкантам».

### Кинематограф
Стал режиссёром-постановщиком второго сезона сериала «Мир! Дружба! Жвачка!» в 2021 году. Продюсеры компании Good Story Media, занятые в съёмках сериала, побывали на спектакле Антона Фёдорова «Петровы в гриппе» в «Гоголь-центре». На следующий день они позвонили режиссёру и предложили снимать второй сезон сериала. По словам самого Фёдорова, он «удивился, испугался и долго отказывался». Согласился он после долгих уговоров. Фёдоров стал режиссёром и третьего сезона фильма. Пользуясь представившимся случаем, он использовал на съёмках сериала автобиографические мотивы. Cериал «Мир! Дружба! Жвачка!» рассказывает о четырёх подростках, живущих в 1990-е годы. Главный герой участвует в дворовых разборках, одновременно учится в музыкальной школе и пытается наладить отношения со своими ровесницами.
Сравнивая второй и третий сезоны с первым, в съёмках которого Фёдоров не принимал участие, режиссёр утверждал: «[Они] вышли жёстче и правдивее первого. Начало сериала — это отчасти история про розовые очки, которые были на нас надеты в девяностые… Но по мере взросления героям эти розовые очки приходится снять… Было бы неправильно оставить персонажей жить в искривлённой, пусть и прекрасной реальности». В 2023 году режиссёр признавался, что после третьего сезона, по его мнению, сериал «Мир! Дружба! Жвачка!» исчерпал себя и он не видит у него дальнейших перспектив.
Весной 2024 года планировал вскоре приступить к съёмкам нового телесериала. Предполагалось, что это будет четырёхсерийный фильм. Съёмки должны были начаться в июле месяце. Режиссёр в интервью газете «Ведомости» не раскрыл сюжет и жанр будущего сериала, но отметил: «Страха на этот раз во мне нет никакого, да и идея интересная. Из неё можно сделать что-то стоящее». Антон Фёдоров утверждал, что ему приходит довольно много предложений по работе в кинематографе, также он работает над своим собственным сценарием для фильма и надеется реализовать его в ближайшем будущем.

## Театральные работы
- «Земляки» (Салаватский государственный башкирский драматический театр)
- «Шукшин» (Салаватский государственный башкирский драматический театр)
- «Глумов» (Салаватский государственный башкирский драматический театр)
- «Таганок» (Стерлитамакский государственный башкирский драматический театр)
- 2019 — «Ревизор» («Около дома Станиславского»)
- 2020 — «Петровы в гриппе» («Гоголь-центр»)
- 2020 — «Королевство кривых» (Альметьевский татарский государственный драматический театр)
- 2021 — «Иваново детство» (Казанский театр юного зрителя)
- 2021 — «Ребёнок» (Воронежский Камерный театр)
- 2022 — «Морфий» (Псковский академический театр драмы имени А. С. Пушкина)
- 2023 — «Где ты был так долго, чувак?» (Пространство «Внутри»)
- 2023 — «Котлован» («Старый дом»)
- 2023 — «Вишнёвый сад» (Воронежский Камерный театр)
- 2024 — «Мадам Бовари» («Арт-Партнёр XXI»)
- 2024 — «Собачье сердце» (Московский театр юного зрителя)
- 2024 — «Е-ее-ее!» («Старый дом»)
- 2024 — «Шинель» (Пространство «Внутри»)
- 2025 — «Дон Кихот» (Театр наций)
- 2025 — «Утиная охота» (Большой драматический театр имени Г. А. Товстоногова)

## Фильмография
- 2021 — «Мир! Дружба! Жвачка!»

## Семья
Женат на актрисе театра и кино Наталье Рычковой. Семейная пара создала в 2017 году детский театральный проект «Невзрослый театр», в котором Антон Фёдоров выступил в качестве художественного руководителя, режиссёра и актёра, а также автора инсценировок и художника, а его супруга стала актрисой. В качестве администратора и продюсера нового коллектива выступила Наталья Фёдорова. Первоначально театральный проект замышлялся как семейный, но в 2021 году к нему присоединился актёр Сергей Шайдаков. В репертуаре театра были спектакли «Три космонавта» по сказке итальянского философа и писателя Умберто Эко и «Мой папа — птиц» по повести английского писателя Дэвида Алмонда.
Наталья Рычкова играет в ряде спектаклей супруга, поставленных для большой сцены. Среди них: «Мадам Бовари» (главная роль) и «Где ты был так долго, чувак?». В браке родилось несколько детей. Здоровье младшей дочери вызывало беспокойство режиссёра.

## Особенности творчества
О своём творчестве и профессии Антон Фёдоров говорит: «То, чем мы занимаемся, — миф. Театр, спектакли, режиссёры, руководители — миф». На вопрос о существовании неких принципов, которых он придерживается в своей работе над спектаклем, Фёдоров ответил, что в основе его деятельности как постановщика лежит импровизация, но существует и некий «посыл», вокруг которого строится спектакль. Для режиссёра важна многомерность спектакля (по его словам, «чтобы нельзя было зацепиться за что-то конкретное»). Для каждого зрителя должен быть свой смысл. «Я… делаю спектакли, задавая себе и артистам бесконечное количество вопросов. И только из этого что-то… складывается», — утверждает Фёдоров.
Режиссёр утверждал, что ненавидит первые репетиции и ощущает себя во время них, словно находится на экзамене. Чтобы преодолеть стресс знакомства с артистами, он обычно говорит им, что чувствует себя дискомфортно, волнуется, возможно, будет путаться в словах. Артисты улыбаются, и возникшее напряжение спадает. Режиссёр не ставит перед собой цели ошеломить зрителей и даже не думает, как зрители отреагируют на спектакль и как поймут его замысел. Фёдоров утверждал, что предпочитает «ставить вопросы и находить неожиданные ракурсы». Он признавался, что иногда ему хочется изменить что-то в уже готовом спектакле. В этом случае его останавливают два фактора: необходимость ставить новые спектакли и то, что спектакль — «живой организм, который после премьеры живёт своей жизнью», каждый показ которого является уникальным. Спектакли с течением времени меняются, и отследить изменения не представляется возможным.
Один из методов Антона Фёдорова, по мнению кандидата искусствоведения, доцента кафедры кино и современного искусства Российского государственного гуманитарного университета Елены Солнцевой, — использование в спектакле «шума времени». Современность уже не функционирует посредством хорошо структурированных текстов. Для спектаклей Фёдорова характерны реплики, цитаты, мемы, знаки, картинки, «визуальные модули». В «Собачьем сердце» на сцене присутствует большой студийный магнитофон с бобинами, откуда периодически звучит самый разнообразный репертуар от фрагментов из оперы «Аида» Джузеппе Верди через современные мелодии вплоть до неопознаваемых человеческих голосов. Саундтрек спектакля, однако, представляет собой «палимпсест», а не хаос. Театральный критик Марина Шимадина относила к типичным для спектаклей Антона Фёдорова «масочное существование, несвязную речь (иногда Фёдоров оставляет в переписанном тексте пьесы вместо законченных предложений отдельные слова или даже вздохи), состоящую большей частью из междометий, театральные шуточки. На сцену актёры выходят как бы в предпремьерной суете, настраиваясь и ещё не слившись с образами [своих персонажей]». Так, в спектакле «Собачье сердце» работники сцены получают приглашение от персонажей сесть за стол и сами становятся участниками постановки, а затем прямо на глазах у зрителей разбирают декорации — режиссёр этим напоминает зрителям, что они всё ещё находятся в театре. Представленная на сцене квартира профессора предстаёт перед зрителями утрированной декорацией — дыра на обоях, за ней — покрытие стен, за которыми в свою очередь можно легко разглядеть кулисы. Елена Алдашева называла особенностью спектаклей Фёдорова «обилие гэгов, рефренов и перечней»
Театральные трюки часто происходят «открытым приёмом» — прямо на глазах у зрителя, как, например, превращение пса в Шарикова в спектакле «Собачье сердце».

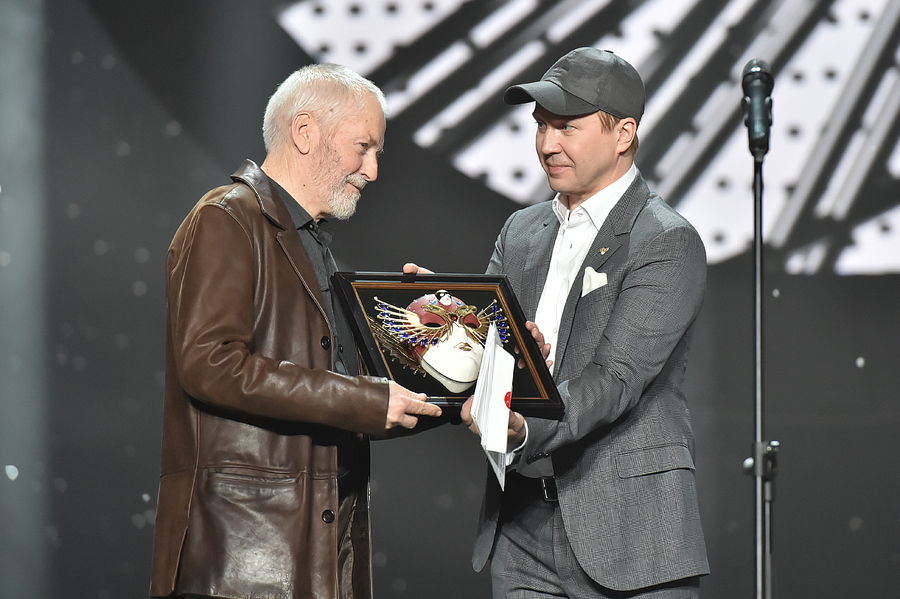
Вручение Юрию Погребничко (слева) «Золотой маски» в 2017 году за спектакль «Кабаре Магадан»

Среди современных театральных режиссёров, творчество которых ему интересно, Фёдоров называл Юрия Бутусова, Дмитрия Крымова и Юрия Погребничко (особенно высоко он ценит спектакли Погребничко «Кабаре Магадан» и «Винни-Пух, или Прощай, Битлз»). Фёдоров посещает спектакли других режиссёров нечасто, объясняя это тем, что «начинается спектакль, и ты слышишь ложь. Мне очень сложно это воспринимать». В одном из интервью он рассказывал о собственном творчестве: «Не знаю, надо ли расшифровывать спектакль. Зритель как бы должен сам это понять. Это и есть работа его души при встрече с искусством, образом… А я люблю, чтобы зритель почувствовал, угадал что-то в себе, чтобы возникли вопросы, чтобы почувствовал, что он не один такой несчастный… Чтобы посочувствовал — себе! У каждого человека есть то, от чего он отмахивается, чего он боится…».
Критики отмечают кинематографическое мышление режиссёра и особую тягу к анимации, утверждают, что «без большого экрана на сцене обходится редкий его спектакль». В мультипликации Фёдоров выделяет творчество Юрия Норштейна, а в нём образ ёжика в тумане, так как, по мнению Фёдорова, «сознание — это же тот же туман, и из этого тумана иногда что-то проступает». В кинематографе наиболее близко режиссёру своей гиперреальностью творчество Алексея Германа. Мир его фильмов кажется абсурдным, но в действительности это — «документальная достоверность». Также Фёдоров считает значимым для себя творчество Андрея Тарковского и Джима Джармуша.
Постановки режиссёра получили широкое признание театральных критиков и коллег. Спектакли Антона Фёдорова становились лауреатами республиканских, российских и международных театральных фестивалей. В 2021 году спектакль «Петровы в гриппе» по роману Алексея Сальникова «Петровы в гриппе и вокруг него» (поставленный режиссёром в «Гоголь-центре») получил 8 номинаций Национальной театральной премии «Золотая маска». В 2022 году спектакль «Королевство кривых» в Альметьевском татарском драматическом театре был представлен в 5 номинациях этой премии. Спектакль «Иваново детство», поставленный Фёдоровым в Казанском театре юного зрителя, получил 5 номинаций Национальной театральной премии «Золотая маска», а спектакль «Морфий» в Псковском академическом театре драмы имени А. С. Пушкина — 7 номинаций, причём сам Фёдоров был выдвинут в номинациях «Лучшая работа художника» и «Лучшая работа художника по костюмам» (вместе с Александром Стройло) и одержал победу во второй из них. Премия «Золотая маска» за 2023 год была вручена спектаклю Воронежского Камерного театра «Ребёнок» в номинации «Лучший спектакль в драме, малая форма» в постановке Антона Фёдорова.
Обозреватель театральной жизни столицы газеты «Московский комсомолец» писала, что Фёдорова «всё чаще называют надеждой российского театра». Театральный критик Наталья Витвицкая высказала в газете «Ведомости» такое мнение: «Один из самых ярких и успешных российских режиссёров — Антон Фёдоров ставит мрачные и одновременно умопомрачительно смешные спектакли, лихо обращается с классикой и развенчивает национальные мифы».